# Trends in Ecology and Evolution
Trends in Ecology and Evolution (TREE), fundado em 1986, é um periódico científico de publicação mensal que cobre todas as áreas de Ciências Agrárias e Biológicas: Ecologia, Evolução, Comportamento e Sistemática . A editora-chefe deste periódico é Andrea E. A. Stephens.
O TREE está atualmente classificado em 1º no campo de  Biologia Evolucionária de acordo com o Google Scholar. O seu CiteScore é de 22,3, e o SCImago Journal Rank é de 6,476, ambos de 2020.

## Jornais Parceiros
Este periódico tem como jornais parceiros:
- AJHG
- Biophysical Journal
- Biophysical Reports
- EBioMedicine
- HGG Advances
- Molecular Plant
- Molecular Therapy Family
- Plant Communications
- Stem Cell Reports
- The Innovation